# Ludwik I Grimaldi
Ludwik I Grimaldi (ur. 25 lipca 1642 w Monako, zm. 3 stycznia 1701 w Rzymie), książę Monako od 1662 do swojej śmierci. 

## Rodzina
Ludwik (fr. Louis) I był najstarszym z siedmiorga dzieci księcia Herkulesa Grimaldi (ur. 26 grudnia 1623 – zm. 2 sierpnia 1651), markiza de Campagna, następnie des Baux oraz Aurelii Spinola (zm. 29 września 1670). Herkules natomiast był jedynym dzieckiem Honoriusza II Grimaldi (1597–1662), seniora Monako i Hipolity Trivulce (zm. 1638). Ludwik otrzymał imię od ojca chrzestnego Ludwika XIII, króla Francji. Spędził on dzieciństwo w Monako.

## Małżeństwo
Dziadek Honoriusz II, czując nadchodzący koniec życia, postanowił ożenić wnuka z bogatą panną z koneksjami na dworze francuskim. Naradzając się z doradcami, wybrał Szarlotę Katarzynę de Gramont (1639–1678). Była ona córką Antoniego III, diuka de Gramont, Wielkiego Marszałka Dworu Ludwika XIV, króla Francji. Ślub Ludwika z Szarlotą Katarzyną odbył się w zamku Pau w prowincji Béarn 30 marca 1660. Ludwik XIV, król francuski, podarował parze na własność księstwo Valentinois w Delfinacie, księstwo Carladez w prowincji lyońskiej, markizat Baux i lordostwo (ordynację) Le Buis w Prowansji. Przynosiły one dochód 75 tys. liwrów rocznie. Małżonkowie zamieszkali w Paryżu.

## Rządy w Monako
10 stycznia 1662 zmarł Honoriusz II, cierpiący na podagrę. Nowym księciem został wnuk Ludwik I, który przeniósł się z żoną i synem do Monako. Urodziła trzy córki, w odstępie corocznym. W 1666 żona wyjechała do Paryża. Zmęczyło jej monotonne życie w Monako. Prowadziła w stolicy swobodne życie. Była kochanką króla Ludwika XIV. 

## W armii królewskiej
Ludwik I pojechał do Hagi spotkać się z bratem żony Armandem, hrabią Guiche. Chciał z nim porozmawiać na temat zachowania żony. Szwagier służył w marynarce holenderskiej. Ludwik przyłączył się do niego. Popłynęli oni na statku „Duevenvoorde” do Dunkierki celem walki z flotą angielską. Obaj dzielnie walczyli, a ich okręt spalił się. Weszli w bieliźnie na pokład statku „Petite Hollande”. Nadal walczyli wraz z załogą okrętu, dopóki ich drugi statek nie zatonął. Ocaleli przez inny okręt holenderski. Po bitwie otrzymali od admirała gratulacje i nowe ubrania.
W marcu 1667 Ludwik I został pułkownikiem. Po powrocie do domu wystawił własny regiment i Kawalerię Monako. Brał udział jako dowódca w początkach wojny dewolucyjnej między Hiszpanią i Francją do maja 1668. Uczestniczył w oblężeniu Lille i Alost. Za zasługi wojenne został parem Francji 5 czerwca 1668.

## Pobyt w Monako
Ludwik I wrócił z żoną do Monako. Szarlota Katarzyna de Gramont z powodu swojego zachowania znalazła się w izolacji od dworu. Małżonkowie przebywali w domu przez cztery lata. W 1672 doszło do ich separacji. Ludwik I wyjechał na wojnę, a żona ponownie zostawiła dzieci i wyruszyła do Paryża, gdzie zmarła na raka 4 czerwca 1678.

## Podróże
Książę dzielił czas na służbę wojskową i podróże (Genua, Rzym, Wenecja i Londyn). W Rzymie spotkał Hortensję Mancini, diuszessę Mazarini, w której się zakochał. Pojechał za nią do Londynu i rywalizował o jej względy z Karolem II, królem Anglii i Szkocji. Po porażce o jej względy Grimaldi wyjechał z Anglii.

## Pobyt w Paryżu
Po śmierci żony Ludwik I przyjechał do Paryża zająć się synem Franciszkiem Honoriuszem, który przebywał u rodziny Gramontów. Mieszkał przeważnie w Wersalu, przy zabudowaniach królewskich stajni. Pawilon odziedziczył po zmarłej żonie, która otrzymała go od króla Ludwika XIV. Otrzymał jeszcze w spadku jej dom w Saint-Germain. Grimaldi postanowił zabiegać o wyższą pozycję na dworze. Pragnął otrzymać nominację na ambasadora. Walka o pozycję na dworze trwała przez dziesięć lat. Zaaranżował ślub syna Antoniego z Marią de Lorraine, córką hrabiego Ludwika de Lorraine-Armagnac, bliskiego przyjaciela króla. 

## Ambasador w Rzymie
Cierpiał na reumatyzm i starzał się szybko. W 1698 po wielu latach spełniły się jego marzenia. Otrzymał nominację na ambasadora nadzwyczajnego Francji przy Stolicy Apostolskiej. Głównym jego zadaniem było uzyskanie poparcia papieża Innocentego XII w sprawie sukcesji tronu hiszpańskiego. Ludwik I wjechał do Rzymu z wielką pompą. Wydał na to swoją fortunę. Towarzyszyło mu trzech francuskich kardynałów w karocach z szóstką końmi podkutymi srebrnymi podkowami. Nie wiadomo, jak się przyczynił do realizacji planów króla francuskiego. Król Hiszpanii Karol II Habsburg posłuchał zdania papieża i wskazał na następcę wnuka Ludwika XIV. 
Ludwik I zmarł w Rzymie w nocy z 2 na 3 stycznia 1701 na atak serca. Był prawie oślepły oraz unieruchomiony przez podagrę. Następcą został jego syn Antoni I.

## Potomstwo
Ludwik I z żoną Szarlotą Katarzyną de Gramont (1639–1678) miał pięcioro dzieci:
- Antoni I (ur. 25 stycznia 1661 – zm. 20 lutego 1731), przyszły książę Monako
- Joanna Maria Dévote (ur. 14 stycznia 1662 w Monako – zm. 21 kwietnia 1741), siostra wizytka (Ludwika Maria Teresa) w Monako, San Remo i Royalieu w 1726
- Teresa Maria Aurelia zw. Mademoiselle des Baux (ur. 20 maja 1663 w Monako – zm. 15 lutego 1675)
- Anna Hipolita (ur. 26 lipca 1664 w Monako – zm. 3 lipca 1700), poślubiona 18 stycznia 1696 Jakubowi Karolowi de Crussol (ur. 29 grudnia 1675 w Paryżu – zm. 19 lipca 1739 w zamku Uzès), diukowi d’Uzès
- Franciszek Honoriusz (ur. 21 grudnia 1669 – zm. 16 lutego 1748), opat Monako, arcybiskup Besançon